# Minniza rubida
Espèce
Synonymes
- Olpium rubidum Simon, 1882

Minniza rubida est une espèce de pseudoscorpions de la famille des Olpiidae.

## Distribution
Cette espèce est endémique du Yémen.

## Description
L'holotype mesure 4,5 mm.

## Systématique et taxinomie
Cette espèce a été décrite sous le protonyme Olpium rubidum par Simon en 1882. Elle est placée dans le genre Minniza par Beier en 1932.

## Publication originale
- Simon, 1882 : Viaggio ad Assab nel Mar Rosso, dei signori G. Doria ed O.Beccari con il R.Avviso "Esploratore" dal 16. Novembre 1879 al 26. Febbraio 1880. II. Étude sur les Arachnides de l'Yemen méridional. Annali del Museo Civico di Storia Naturale di Genova, vol. 18, p. 207-260 (texte intégral).